# Opisthoncus nigrofemoratus
Opisthoncus nigrofemoratus är en spindelart som först beskrevs av Koch L. 1867.  Opisthoncus nigrofemoratus ingår i släktet Opisthoncus och familjen hoppspindlar. Inga underarter finns listade i Catalogue of Life.